# Zinka Milanov
Pour les articles homonymes, voir Kunc.

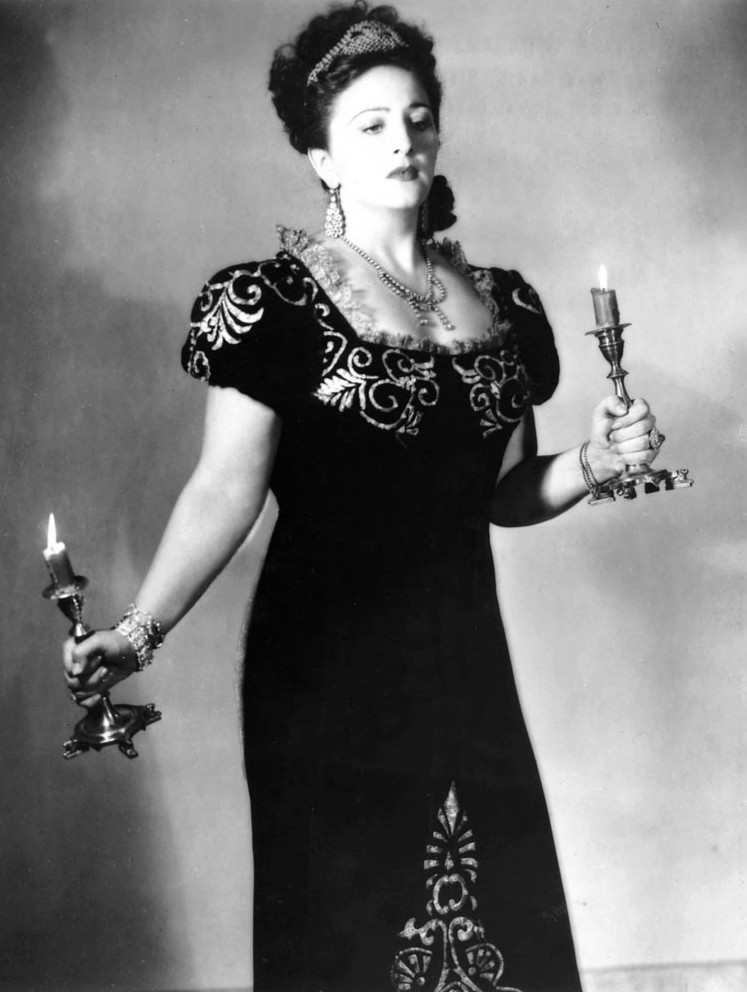
Zinka Milanvo en Tosca (1946)

Zinka Milanov, née Zinka Kunc à Zagreb le 17 mai 1906 et morte à New York le 30 mai 1989, est une cantatrice croate, l'un des plus grands sopranos dramatiques de son époque, particulièrement admirée dans les rôles de Verdi.

## Biographie
Milanov étudie d'abord au Conservatoire de Zagreb avec Milka Trnina, ensuite à Milan avec Fernando Carpi, et à Berlin avec Jacques Stückgold. Elle débute à Ljubljana en 1927, dans le rôle de Leonora de Il trovatore. Elle chante alors à l'Opéra de Zagreb de 1928 à 1935, dans un vaste répertoire (Sieglinde, La Maréchale, Rachel, Minnie, etc.).
Elle paraît à Prague en 1936, puis à Salzbourg en 1937, dans le Requiem de Verdi, sous la direction d'Arturo Toscanini, ce qui entraine son engagement au Metropolitan Opera de New York, où elle débute le 17 décembre 1937, en Leonora (Il trovatore). Elle devient rapidement le soprano dramatique vedette de cette scène, y paraissant jusqu'à ses adieux en 1966. Outre les grands rôles verdiens (Elvira, Amelia, les deux Leonora, Aida, Desdémone, etc.), elle s'impose également en donna Anna, Norma, Gioconda, Santuzza, Maddalena, Tosca. Au Met, elle se montre jalouse de sa suprématie : on raconte que, lorsque Maria Callas débuta en Norma, en 1956, elle fit son apparition au parterre à l'entracte pour tester sa popularité; elle fit de même, longtemps après la fin de sa carrière, lorsque Montserrat Caballé prit le rôle d'Adrienne Lecouvreur. 
Elle chante aussi aux opéras de Chicago et San Francisco et, après la guerre, se produit à La Scala de Milan et au Royal Opera House de Londres. 
Milanov possédait une voix ample et de grande beauté, apte aux plus exquises nuances. Après son retrait de la scène en 1966, elle se consacra à l'enseignement.

## Discographie sélective
- 1939 - La Gioconda - Giovanni Martinelli, Zinka Milanov, Carlo Morelli, Bruna Castagna, Nicola Moscona - The Metropolitan Opera Chorus and Orchestra - Ettore Panizza
- 1940 - Un ballo in maschera - Jussi Björling, Zinka Milanov, Alexander Sved, Bruna Castagna - Metropolitan Opera House Matinee Broadcast
- 1952 - Il trovatore - Jussi Bjorling, Zinka Milanov, Fedora Barbieri, Leonard Warren, Nicola Moscona - Robert Shaw Chorale, RCA Victor Orchestra, Renato Cellini - (RCA)
- 1953 - Cavalleria rusticana - Zinka Milanov, Jussi Bjorling, Robert Merrill - Robert Shaw Chorale, RCA Victor Orchestra, Renato Cellini - (RCA)
- 1955 - Aida - Zinka Milanov, Jussi Bjorling, Fedora Barbieri, Leonard Warren, Boris Christoff - Chœur et orchestre de l'Opéra de Rome, Ionel Perlea - (RCA)
- 1956 - Ernani - Zinal Milanov, Mario del Monaco, Leonard Warren, Cesare Siepi - Metropolitan Opéra, Dimitri Mitropoulos - (Urania)
- 1957 - Tosca - Zinka Milanov, Jussi Bjorling, Leonard Warren - Chœur et orchestre de l'Opéra de Rome, Erich Leinsdorf - (RCA)
- 1957 - Tosca - Zinka Milanov, Franco Corelli, Giangiacomo Guelfi - Coven Garden Live - Alexander Gibson
- 1957 - La Gioconda - Giuseppe di Stefano, Plinio Clabassi, Zinka Milanov, Leonard Warren - Orchectra e coro dell’Accademia di Santa Cecilia, Roma - Fernando Previtali (DECCA)
- 1958 - La forza del destino - Giuseppe di Stefano, Zinka Milanov, Leonard Warren, Rosalind Elias - Orchectra e coro dell’Accademia di Santa Cecilia, Roma - Fernando Previtali (DECCA)

## Sources
- Roland Mancini et Jean-Jacques Rouveroux, Le Guide de l'opéra, Fayard, 1986  (ISBN 2-213-01563-5)